# Adyar, Karnataka
Adyar là một thị xã điều tra dân số (census town) trong quận Dakshina Kannada trong bang Karnataka của Ấn Độ.

## Cơ cấu dân số
Theo điều tra dân số Ấn Độ năm 2001, Adyar có dân số 6501 người. Nam giới chiếm 50% dân số, nữ giới chiếm 50% dân số. Afzalgarh có tỷ lệ biết chữ bình quân 73%, cao hơn mức trung bình 59,5% của toàn quốc; với 53% đàn ông và 47% phụ nữ biết chữ. 13% dân số có độ tuổi dưới 6.